# Boophis albilabris
Boophis albilabris (Boulenger, 1888) è una rana appartenente alla famiglia Mantellidae, endemica del Madagascar.

## Descrizione

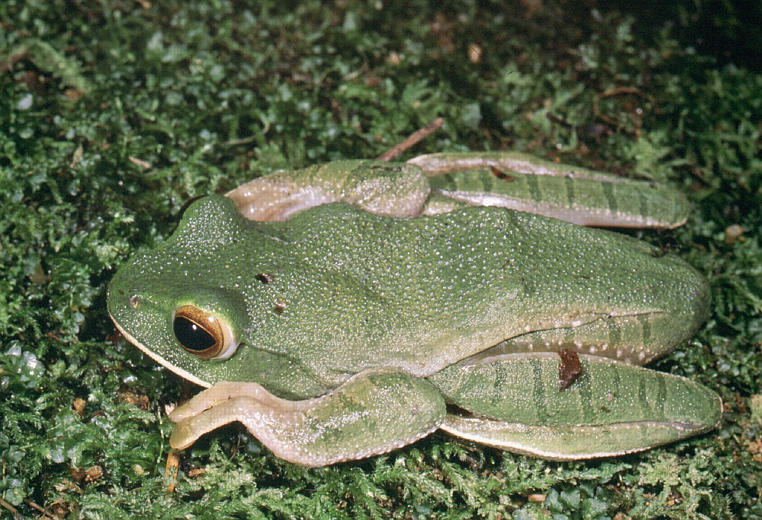

## Distribuzione e habitat

Areale